# Letkés
Letkés è un comune dell'Ungheria di 1.176 abitanti (dati 2001) situato nella contea di Pest, nell'Ungheria settentrionale.